# بزدلی

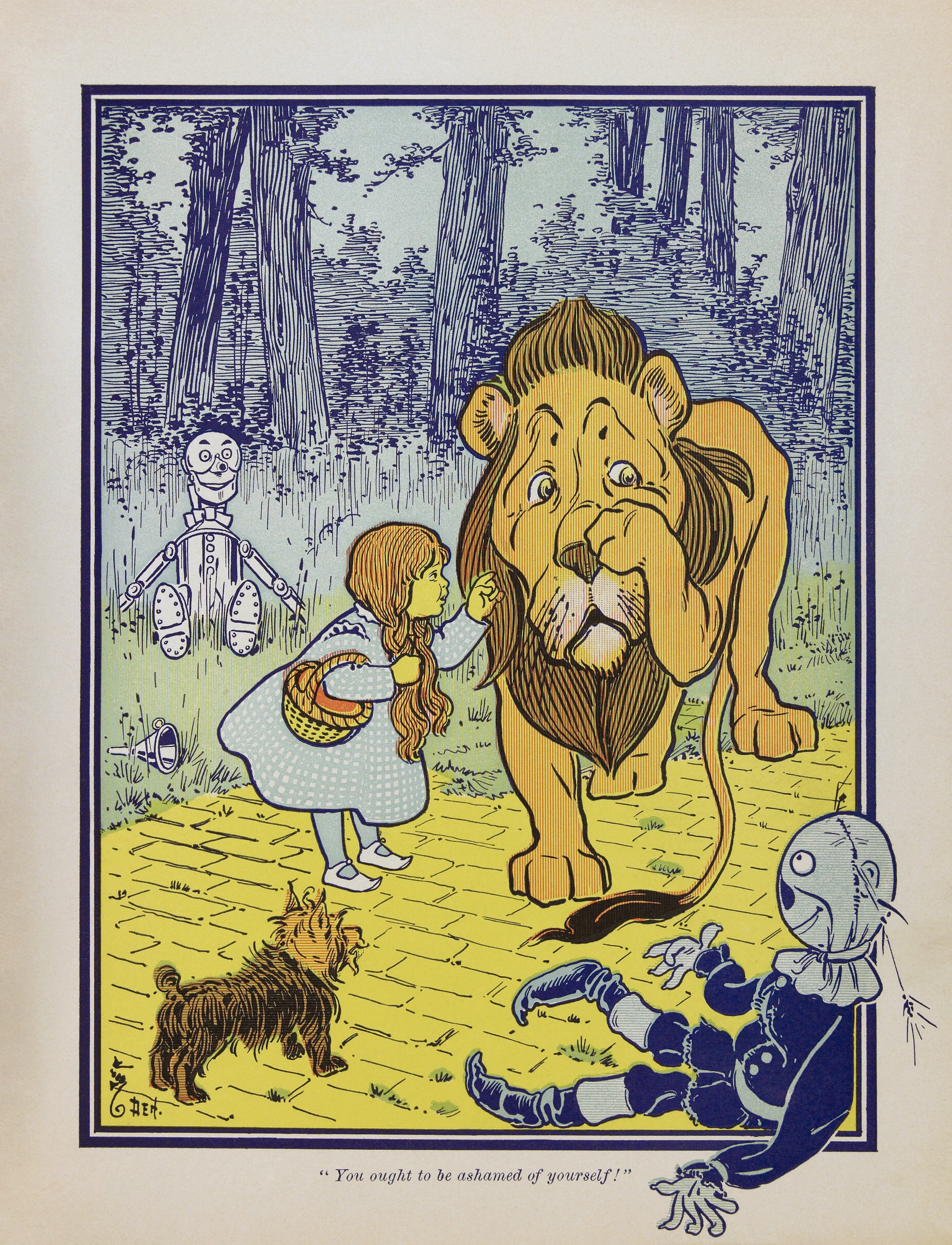
شیر ترسو، از جادوگر شهر از

بزدلی یا ترسویی (به انگلیسی: Cowardly, Cowardice)، حالت شخصیتی‌ای است که در آن ترس و نگرانی در انجام کاری یا گفتن سخنی وجود دارد از این لحاظ که آیا آن کار یا سخن چیزی درست، خوب و به‌عنوان کمک به دیگران است یا خیر. این حالت شخصیتی در مقابل دلیری قرارمی‌گیرد. به‌عنوان یک برچسب، غالباً از واژهٔ «بزدلی»، برای نشان کردن این شخصیت و به چالش کشیدن آن استفاده می‌گردد.